# Чеслав Маркевич
Чеслав Маркевич (пол. Czesław Markiewicz, нар. 21 червня 1954, Зелена Гура, Любуське воєводство) — польський письменник (поет, прозаїк, есеїст), літературний критик, радіожурналіст.

## Біографія
Випускник факультету польської філології у Вищій Школі Педагогічній в Зеленій Ґурі. Від 1981 до 2019 працював літературним редактором на «Радіо Захід».
Належить до покоління, яке почало свій шлях в літературу в 70-х роках минулого століття, у розквіті творчого потенціалу пережило кризу переходу від так званого «комунізму» до екзистенції капіталізму і продовжує розвивати власний неповторний стиль в поезії і прозі. Поетичний дебют письменника відбувся у 1976 році, а вже наступного (1977) року в престижній серії «Покоління, яке приходить» Молодіжної Видавничої Агенції (MAW)з'явилася його перша поетична збірка «Молитва ошуканих», якою він узагальнено зарахував себе до «Нової приватності», відомої також як «Покоління ‘76», однак, швидко відмовився від типової для авторів цієї формації прив'язаності до особистих переживань, а також — від оминання соціальних проблем на користь висвітлення питань етичних.
Публікувався, зокрема, у таких виданнях, як: «Poezja», «Literatura», «Odra», «Nowy Wyraz», «Borussia», «Integracje», «Nowy Medyk», «Nadodrze» «Topos», [fo: pa], «Wakat», «Ślad», «Red», «Śląsk», «Wyspa», «Fraza», «Portret», «Arterie»; «Bliza», «Дзвін»(Львів), «Збруч»(Львів). Провадив авторську колонку есеїстики в інтернет-часописі «Salon literacki».
Вірші перекладені на англійську, німецьку, українську мови.

## Автор книжок

### Поезія
- Modlitwa oszukanych (Warszawa, 1977) 83-87052-68-X
- Moja wina (Warszawa,1998) ISBN 83-7057-045-3
- Ale i tak (Zielona Góra, 2007) ISBN 83-88426-43-5
- Majuskuły (Kraków, 2009) ISBN 978-83-7606-130-6
- 80. urodziny Marilyn Monroe (Chełm, 2011) ISBN 978-83-62638-76-5
- Wierszeje (Łódź, 2018) ISBN 978-83-62733-87-3
- Tropy (Toruń, 2020)[8] ISBN 978-83-8180-318-2
- Prowincje mojego imperium. Zaimki świata (Warszawa, 2022)[9] ISBN 978-83-67261-08-1

### Оповідання
- Made in life (Zielona Gora,1995) ISBN 83-903496-2-0

### Романи
- Przezroczysty (Wrocław, 2002) ISBN 83-87299-98-7
- Niewinne Miasto (Poznań, 2003) ISBN 83-919482-0-X
- Zemsta Fabiana (Zielona Góra, 2004) ISBN 83-921028-0-0
- Przeklęta Europa (Warszawa, 2023)[10] ISBN 978-83-67261-36-4

### Критичні нариси
- Rozpoznany moment osobności (Zielona Góra, 2000) ISBN 83-87052-68-X

### Видання та публікації українською мовою
- Маркевич Чеслав. Тропи[11] / пер. з пол. С.Бреславської. — Брустури: Дискурсус, 2024. — 72 с.  ISBN 978-617-8326-68-5
- Чеслав Маркевич. Все про щось. [добірка поезій] // «Дзвін» № 7-8, 2024. — с. 253—261.
- Чеслав Маркевич. Страждання пана Коґіто // Збруч, 18.10.2024[12].
- Чеслав Маркевич. Всі ми «Едики». Страшний або гіркий сміх Мрожека // Збруч, 29.11.2024[13].
- Чеслав Маркевич. Засвідчити // Збруч, 08.01.2025[14].

## Вибрані антології
- «Poeta jest jak dziecko»[15] (red. A.K. Waśkiewicz, J. Koperski)
- «Spalony raj»[16] (red. J. Sochoń)
- «Rozpoznani spośród» — Zielona Góra, 1997. Oficyna Wydawnicza AND [Antologia młodej poezji zielonogórskiej. Opracowanie][17]
- ATUNIS GALAXY ANTHOLOGY[18] — 2024.

## Нагороди
Багаторазовий переможець та номінант літературних конкурсів. Лауреат «Любуського літературного лавра» (1995, 2020). Двічі лауреат літературної премії Мера міста Зелена Ґура (1992, 2004). Номінант на премію «Любуський літературний лавр» (2009, 2011, 2022). Номінант на премію ім. А. К. Васькевича (2022).
Відзначений державними нагородами:
- Почесна відзнака Зеленогурського воєводи «За заслуги у розвитку Зеленогурського[31] воєводства» (1998);
- Срібна медаль Президента Республіки Польща «За довголітню службу»[32] (2008);
- Почесний знак Міністра культури і національної спадщини Республіки Польща «Заслужений для польської культури»[33] (2013);
- Нагороджений Бронзовим Хрестом Заслуг Президента Республіки Польща[34] (2018).